# Paul Métadier
Bernard-Paul Métadier, dit Paul Métadier, né le 6 juin 1918 à Bordeaux et mort le 6 mai 2021 à Tours (inhumé à Saché), est un homme de médecine, de politique et de lettres, directeur des laboratoires Métadier. Il a créé le Musée Balzac à Saché en 1951, où il a été maire.

## Biographie
Paul Métadier est né le 6 juin 1918 à Bordeaux d’un père pharmacien. Son père, Paul Métadier (1872-1956), fonda les laboratoires Métadier et fut maire de Royan.
Après des études secondaires au lycée Janson-de-Sailly à Paris, Paul Métadier poursuit ses études à l'École de pharmacie de Tours, puis à la Faculté de Paris, où il est diplômé en 1945. Il obtient son doctorat en pharmacie en 1948.
Il est père de deux filles, dont l'artiste Champion Métadier.

### Des Laboratoires Métadier à Synthélabo
Il rejoint les laboratoires Métadier, fondé par son père, dont il devient le directeur général dès 1965. Il contribue au développement de nouvelles versions des médicaments phares du laboratoire. En 1968, les laboratoires Métadier fusionnent avec l'Équilibre Biologique (ou Égic) pour créer Métabio qui deviendra ensuite par une nouvelle fusion Métabio-Joullié en 1977. Il a été Directeur Général du groupe Métabio (puis Métabio-Joullié de 1968 à 1980. En 1980, Métabio-Joullié est le septième groupe pharmaceutique entièrement français, année de sa fusion avec Synthélabo, sous contrôle de l'Oréal depuis 1973. L'Oréal devient alors le troisième grand groupe pharmaceutique français, derrière Rhône-Poulenc et Sanofi.
Il rejoindra la direction générale du Groupe Servier pour la mise au point galéniques.

### Carrière pharmaceutique
Il fut membre du Conseil de l'ordre des pharmaciens (élu en 1956), du Conseil supérieur de la Pharmacie, du Conseil de la Fondation de l'Industrie pharmaceutique pour la recherche, de la Commission interministérielle des stupéfiants, la Commission d'AMM sous la Présidence du professeur Marcel Legrain et correspondant de l'Académie de Pharmacie (élu en 1967).
Il a contribué en 1967 à la création du Centre national de Pharmacovigilance, émanation des 2 ordres médecins pharmaciens, du SNIP et des centre anti-poisons, pour l’étude des effets secondaires des nouveaux médicaments.
Il a été président des Mutuelles des Provinces de France.
En 1959, il publie un ouvrage intitulé Le pharmacien face à l'évolution économique et sociale. Dans ce livre, Paul Métadier analyse la transformation interne de la profession pharmaceutique ainsi que la législation sociale qui l'encadre. Il introduit le concept d’« acte pharmaceutique » et soulève la question de sa rémunération équitable, qui, selon lui, ne devrait pas être déterminée par des considérations commerciales. Il établit, à travers son écrit, les fondations d'un nouveau cadre mieux adapté aux besoins d'une époque en mutation.

### Association Paul Métadier
L'Association Paul-Métadier a été fondée en 1955 à la suite de l'appel du professeur Émile Aron, avec pour objectif la création d'un institut régional de lutte contre le cancer à Tours, en Indre-et-Loire. Les fonds pour ce projet ont été collectés grâce à des dons individuels, des legs et des donations, totalisant 17 millions de francs de l'époque.
En 2015, l'Association Paul-Métadier a été absorbée par le comité départemental d'Indre-et-Loire de la Ligue nationale contre le cancer.

### Carrière politique
Paul Métadier a également exploré le domaine de la politique en occupant plusieurs fonctions électives. Il a notamment été conseiller général du canton de Tours-Ouest de 1956 à 1961, conseiller municipal de Tours sous la direction de Jean Royer, ainsi que maire de Saché de 1971 à 1983.
Entre 1952 et 1962, il devient président du comité départemental du tourisme, où il œuvre pour la création des sons et lumières des châteaux de Chambord et Chenonceau.
Il a analysé le tourisme à travers le livre Propos sur le tourisme, en mettant l'accent sur son évolution, ainsi que sur ses dimensions économiques et sociales. Ce livre est introduit par une préface de Jean Médecin, président du Centre national du Tourisme.

### Conservateur du musée Balzac
En 1951, il fonde le musée Balzac au sein du château de Saché, qui avait été acquis par son père en 1926. En 1958, sa famille fait don du château ainsi que de ses collections au Conseil départemental d'Indre-et-Loire. Il assume la fonction de conservateur du musée jusqu'en 2001.

### Carrière littéraire
Paul Métadier a rédigé plusieurs ouvrages sur Balzac et, grâce à son engagement pour le musée Balzac, il est devenu un spécialiste reconnu dans cette auteur. Maurice Carité juge qu'il « apporte une heureuse contribution à la connaissance de Balzac ». André Bourin indique que Saché dans la vie et l'œuvre de Balzac « est un document de valeur à ajouter à ceux qui contribuent si intelligemment à nous rapprocher de Balzac ». D'ailleurs, André Billy souligne dans la préface de ce livre « le sérieux, la minutie, le tour aisé, le caractère révélateur ».
En 1968, un article dans le journal Le Monde est consacré à son livre Balzac en Touraine. 

## Œuvres

### Auteur
Sur Balzac : 
- Balzac, Saché, son refuge, paru en 2007 aux éditions La Simarre;
- Balzac, homme politique, paru en 2007 aux éditions L'Harmattan;
- Les lettres de Balzac à Saché 1823-1848, Éd. CLD, paru en 2000;
- Balzac à Saché, Éd. CLD, paru en 1998;
- Balzac en son pays, Éd. CLD, paru en 1993;
- La Touraine de Balzac, Tours, l'auteur, 21, rue de Clocheville, 1971;
- Balzac en Touraine, introduction de Pierre-Georges Castex, Paris, Hachette, 1968;
- Balzac au petit matin, note liminaire par André Maurois, Genève, La Palatine, 1964;
- Les Écrivains contemporains à Saché, Saché-Balzac : Association des Amis de Saché. éd , 1954
- Saché dans la vie et l'œuvre de Balzac, préface d'André Billy, paru en 1950 aux éditions Calmann-Lévy.

À l'occasion de son centenaire, il écrit : 
- Simple témoin, survol d’un siècle, paru en 2019 aux éditions La Simarre;

Sur la pharmacie :  
- Le pharmacien face à l'évolution économique et sociale, préface du Professeur Dillemann, Paris, Vigot frères, 1959
- Contribution à l'étude générale des vins, thèse présentée et soutenue publiquement devant la Faculté de pharmacie de Strasbourg pour obtenir le grade de Docteur de l'Université (mention Pharmacie) ; examinateurs de la thèse P. Cordier, R. Sartory et P. Duquénois, 1948

Autre ouvrage : 
- Propos sur le tourisme, préface de Jean Médecin, Gibert-Clarey, Tours, 1952

### Préfacier
- Balzac et la Touraine, texte et photographie de Philippe Renault ; préface de Paul Métadier, Paris, Tallandier, 1999

## Distinctions
Il a été promu commandeur de la Légion d'honneur, commandeur de l'ordre des Arts et des Lettreset chevalier du mérite touristique.